# ناپیریشا

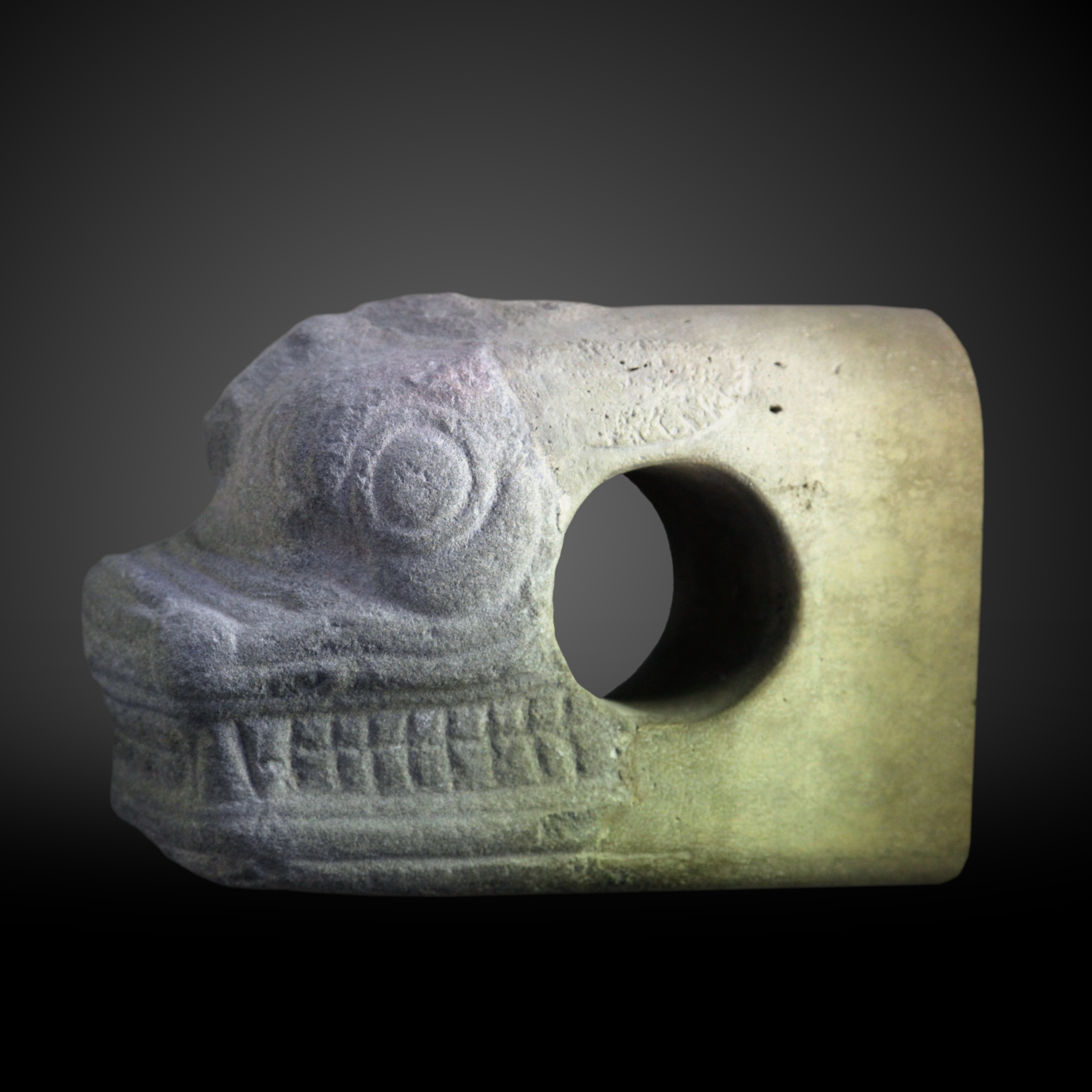
کلون در که ناپیریشا را نشان می‌دهد متعلق به قرن ۱۴ پیش از عصر حاضر (گاه‌شماری دوران مشترک) آکروپلیس شوش که امروزه در موزه لوور به نمایش گذاشته‌شده است

ناپیریشا (انگلیسی: Napirisha) ایزد شناخته‌شده در تمدن ایلامی از منطقه انشان بود و حداقل از اواخر هزاره سوم قبل از میلاد، خدای اصلی و مورد ستایش پادشاهان بوده‌است. نام وی در زبان ایلامی ناپیر به معنی خدای بزرگ است. در متن‌ها و کتیبه‌های میخی، این کلمه با استفاده از اندیشه‌نگاشت گال (به معنی بزرگ در سومری) نوشته شده‌است که تا مدت‌ها دارای تفسیر صحیحی نبود. ناپیریشا به عنوان ایزدی انسان‌نگار و غالباً با شکل یک مار، به عنوان نمادی از منشأ و خاستگاه آب‌ها به همراه دریاها و دریاچه‌ها مجسم می‌گردید بنابراین، چنین محتمل است که شباهت‌هایی با خدای میان‌رودان انکی (خدای سومری) که ایزد و حاکم آب‌های نخستین بوده داشته‌است. در ایلام، ناپیریشا نزدیک به شخصیت هومبان، خدای بزرگ شهر باستانی آوان بود که جایگزین او به عنوان ایزد پادشاهان ایلامی در حدود ۲۰۰۰ سال قبل از میلاد گردید.
در انشان، ناپیریشا معبد اصلی نداشت. به احتمال زیاد، چنین بر می‌آید که ناپیریشا در پناهگاه‌ها و سازه‌های بزرگ مانند کورانگون مورد ستایش قرار می‌گرفته‌است. او (احتمالاً) ایزدی است که به همراه همسرش (احتمالاً کری‌ریشا) و سایر ایزدان دیگر، در نقش‌برجسته‌ها به منظور تأمین آب حیاتی و زندگی‌بخش نقش بسته‌است. معبد بزرگی در دوراونتاش و در نزدیکی چغازنبیل پیرامون شهر باستانی شوش به ناپیریشا و اینشوشی‌ناک اختصاص داده‌شده بود که در کنار زیگورات قرار داشته‌است